# اللغة النرويجية القديمة
اللغة النرويجية القديمة (بالنرويجية: gammelnorsk و gam(m)alnorsk)، وتدعى أيضاً الشمالية النرويجية، هي شكل مبكر من اللغة النرويجية التي كانت محكية بين القرن الحادي عشر والقرن الرابعة عشر، وهي مرحلة انتقالية بين الشمالية الغربية القديمة والنرويجية الوسطى، وأيضاً اللغة النورنية واللغة الفاروية. تاريخياً، انقسمت النرويجية القديمة إلى مناطق لهجات رئيسية في الشمال الغربي، والجنوب الغربي الخارجي، والجنوب الغربي الداخلي، وترودنشك، والشمال الشرقي، والجنوب الشرقي.

## الخصائص الصوتية والصرفية
أحد أهم الاختلافات المبكرة بين النرويجية القديمة والآيسلندية القديمة هو أن الـh المدموجة مع الصوامت hl-، و hn-، و hr- فُقدت في النرويجية القديمة حوالي القرن الحادي عشر، في حين أنها حُفظت في الآيسلندية القديمة. من الأمثلة على ذلك، في الآيسلندية القديمة: hlíð "ميل"، و hníga "انحناء"، و hringr "خاتم"؛ مقابل النرويجية القديمة: líð، و níga، و ringr، على الترتيب.
تتميز لهجات النرويجة القديمة بارتفاع قائمٍ على نظام الانسجام المصوت: يأتي بعد الصوائت العالية المشدد (/i/ ،/iː/ ،/y/ ،/yː/، /u/ ،/uː/)، والصوائت المزدوجة (/ei/، /ey/، /au/)، والصوائت غير المشددة /i/ و /u/ تظهر كـ i،u في حين أنهما يُمثلن بـ e،o بعد الصوائت غير العالية الطويلة (/eː/ ،/øː/ ،/oː/ ،/æː/ ،/aː/). الحالة التي تتبع الصوائت القصيرة غير العالية (/e/ ،/æ/ ،/ø/ ،/a/ ،/o/ ،/ɔ/) محل جدلٍ كبير وكانت تبدو مختلفة في اللهجات الفردية.
الـU-أملوت (المنقطة) للـ /a/ القصيرة (تُكتب ǫ في الشمالية القديمة المبسطة) ليست موضحة باستمرار بالرسم عن /a/ غير المنقطة كما في الآيسلندية القديمة، خصوصاً في الكتابات من مناطق اللهجات الشرقية. ما زال الأمر موضوع نقاش أكاديمي حول إن كان سيفسر ذلك صوتياً بسبب نقص الأوملوت أو بكل بساطة بسبب نقص الرسوم الإيضاحية.
كان لدى النرويجية القديمة بدائل لمثنى وجمع ضمائر الاسم الأول، mit، mér، إلى vit، vér الشمالية المشتركة.

## النرويجية الوسطى
ضرب الطاعون الأسود النرويج في سنة 1349، مسبباً وفاة 60% من السكان. عجّل ذلك على الأرجح العمليةَ الحالية لتطور اللغة. يُشار إلى اللغة في النرويج من سنة 1350 حتى عام 1550 باسم النرويجية الوسطى. مرت اللغة عبر تغيراتٍ شتى: تبسطت نماذج صرفية، متضمنةً فقدان حالات نحوية وتسوية التصريف الشخصي على الأفعال. وجرى اختزال الصوائت أيضاً، في بعض اللهجات، بما في ذلك أجزاءاً في النرويج، فاختزلت العديد من الصوائت غير المشددة في نهاية الكلمة إلى حرف "e" المشترك.
خضع أيضاً مخزون الصوائت لتغيرات. اختفت الاحتكاكيات السنية المتمثلة بالحرفين ثورن و ð من اللغة النرويجية، وذلك إما بدمجهما بنظيريهما الصامتين الإنفجارين t و d على الترتيب، أو فُقدَ كليهما.

## اقرأ أيضاً
- اللغة النرويجية
- اللغة الآيسلندية
- اللغة الفاروية
- اللغة النورنية

## روابط خارجية
- «Kulturformidlingen norrøne tekster og kvad» Norway.
- «Medieval Nordic Text Archive» Organization working with Medieval Nordic texts.
- «Dokumentasjonsprosjektet» Includes old Norse dictionary and includes Diplomatarium Norvegicum which is a collection of texts from before 1570 (originally 22 books with 19 000 documents) and Regesta Norvegica which contains letters and official documents (it's a more detailed description on "Om Regesta Norvegica") from 822 to 1390. This page is partly available in English. (not Regesta Norvegica)
- Old Norwegian online dictionary